# Gloslunde Kirke
Gloslunde Kirke ligger i Gloslunde Sogn ved Dannemare på Lolland. Den er bygget mellem 1200-1250. Kirken er bygget i romansk stil, men både våbenhus og sakristi er bygget i gotisk stil.
Kirken er bygget af røde mursten, men er siden blevet kalket.
Prædikestolen er fremstillet i starten af 1700-tallet. Altertavlen er med et maleri af F.C. Lund malet i 1872. Den gamle altertavle er at fine i våbenhuset.
Efter reformationen hørte kirke under kronen, men i 1698 blev den solgt til det nyoprettede Bådesgård gods. I 1784 kom bygningen tilbage i statens eje og fra 1909 har den været selvejende.
En klokkestabel i eg er bygget i 1430.
Ved siden af kirken ligger Gloslunde Præstegård, der kan dateres tilbage til 1600-tallet. Den blev fredet i 1950.

## Eksterne kilder og henvisninger
- Wikimedia Commons har flere filer relateret til Gloslunde Kirke
- Gloslunde Kirke hos danmarkskirker.natmus.dk (Danmarks Kirker, Nationalmuseet)
- Gloslunde Kirke hos KortTilKirken.dk